# Гай Клавдій Сабін Регіллен
Гай Клавдій Сабін Регіллен (500 — 445 роки до н. е.) — політичний діяч ранньої Римської республіки.

## Життєпис
Походив з патриціанського роду Клавдіїв. Син Аппія Клавдія Сабіна, консула 495 року до н.е. 
У 460 році до н.е. став консулом разом з Публієм Валерієм Публіколою. Завадив провести розслідування справи вершників, які звинуватили у змові. Коли раби та вигнанці на чолі із Аппієм Гердонієм захопили Капітолій, то плебеї відмовилися звільняти фортецю через станову ворожнечу. В цей момент Клавдій запропонував обмежитися армією, складеної з патриціїв, а в разі необхідності звернутися за допомогою до латинян й герників. При придушенні повстання Клавдій охороняв стіни та брами міста. Під час військових дій загинув його колега Валерій Публікола. Гай Клавдій порушив обіцянку, яку дав Публікола народу щодо законопроєкту Терентілія про складання письмових законів і не допустив проведення його обговорення. Після обрання консулом—суффектом Луція Квінкція Цинцината Клавдій поступився йому всіма важливими державними справами.
У 457 році до н.е. виступав проти збільшення кількості народних трибунів до 10, а у 465 році до н.е. — проти надання плебеям землі для будівництва на Авентині, проте в обох випадках зазнав невдачі. Намагався обратися до колегії децемвірів на 450 рік до н.е, але й тут не мав успіху. У 450 році до н.е. він закликав свого родича Аппія Клавдія Красса утриматися від зловживання владою децемвіра, але марно. Тоді Гай Клавдій виїхав до м.Регілл, де залишався до повалення влади децемвірів. Після цього клопотав про помилування скинутих децемвірів, а у 449 році до н.е. не допустив надання тріумфу консулам Луцію Валерію Потіту та Марку Горацію Барбату. 
У 445 році до н.е. Гай Клавдій виступив проти законопроєкту народного трибуна Канулея про дозвіл шлюбу поміж патриціями та плебеями, запропонувавши консулам Марку Генуцію Авгуріну та Гаю Курцію Філону застосувати силу проти народних трибунів. Вніс пропозицію про обрання військових трибунів з консульською владою, щоб не допускати плебеїв до консульства.